# Jönköping (1846)
Jönköping var ett fartyg levererat 1846 från Motala varv i Norrköping till Jönköpings Ångfartygsbolag.  Fartygets varvsnummer var 10. Skrovet var av trä på järnspant. Jönköping var systerfartyg till Linköping (varvsnummer 9).

| Fartygsdata                              | MV:s förteckning lev prod |
| ---------------------------------------- | ------------------------- |
| Längd öa                                 | 103,92 fot                |
| Bredd                                    | 18,00 fot                 |
| Höjd köl-underkant reling midskepps      | 12,92 fot                 |
| Höjd köl-underkant däckets bordvartskant | 9,92 fot                  |

| Fartygsdata | Vid leverans från varv |
| ----------- | ---------------------- |
| Längd öa    | 30,28 meter            |
| Bredd       | 4,75 meter             |
| Djupgående  | 2,67 meter             |
| Brt/Nrt     | -/. ton                |

Fartyget var utrustat med en tvåcylindrig ångmaskin, maskin nr 43, om 50 nom hk tillverkad vid Motala Verkstad i Motala. Den gav fartyget en fart av 8 knop.

## Historik
- 1845  Oktober. Kölen sträcktes.
- 1846  Mars. Fartyget sjösattes.
- 1846  Maj. Fartyget levererades till Jönköpings Ångfartygsbolag. Kontrakterad  byggkostnad var 57 750 rdr rgs.
- 1846  24 maj. Fartyget gjorde sin premiärtur på traden Stockholm-Jönköping.
- 1862  April. Fartyget köptes av grosshandlare Ludvig Fredholm i Stockholm för att  användas som bogserbåt. Det döptes om till Billig.
- 1863  Augusti. Fartyget köptes av handelsmännen Ranin, Inginen och Harin i Kuopio i  Finland. Det döptes om till Rauha.
- 1864  Fartyget sattes i trafik på traden Kuopio-Konuus kanal-Leppävirta-Taipale-Nyslott- Puumala-Luritsala-Viborg.
- 1866  Fartyget byggdes om och renoverades. Antalet passagerarhytter utökades.
- 1868  Fartyget byggdes om och fick en helt ny överbyggnad.
- 1875  Fartyget bjöds ut till försäljning men ingen köpare hittades. Fartyget användes som  pråm.
- 1891  Fartyget ströks ur det finska fartygsregistret.